# Монкейоль-Ларрори-Мандибьё
Монкейо́ль-Ларрори́-Мандибьё (фр. Moncayolle-Larrory-Mendibieu) — коммуна во Франции, находится в регионе Аквитания. Департамент — Атлантические Пиренеи. Входит в состав кантона Монтань-Баск. Округ коммуны — Олорон-Сент-Мари.
Код INSEE коммуны — 64391.

## География

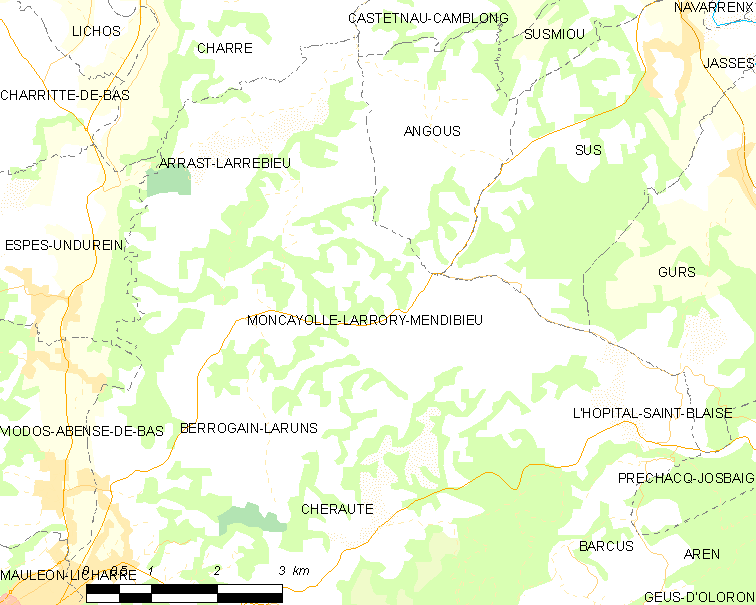
Карта коммуны

Коммуна расположена приблизительно в 670 км к югу от Парижа, в 175 км южнее Бордо, в 39 км к западу от По.

### Климат
Климат тёплый океанический. Зима мягкая, средняя температура января — от +5°С до +13°С, температуры ниже −10 °C бывают редко. Снег выпадает около 15 дней в году с ноября по апрель. Максимальная температура летом порядка 20-30 °C, выше 35 °C бывает очень редко. Количество осадков высокое, порядка 1100 мм в год. Характерна безветренная погода, сильные ветры очень редки.

## Население
Население коммуны на 2010 год составляло 334 человека.
| 1962 | 1968 | 1975 | 1982 | 1990 | 1999 | 2010 |
| ---- | ---- | ---- | ---- | ---- | ---- | ---- |
| 382  | 375  | 336  | 339  | 357  | 343  | 334  |

## Администрация
| Период | Период | Фамилия            | Партия | Примечания |
| ------ | ------ | ------------------ | ------ | ---------- |
| 1995   | 2014   | Жан-Луи Саллаберри |        |            |
| 2014   | 2020   | Жан-Мишель Пра     |        |            |

## Экономика
В 2010 году среди 221 человека трудоспособного возраста (15-64 лет) 167 были экономически активными, 54 — неактивными (показатель активности — 75,6 %, в 1999 году было 80,1 %). Из 167 активных жителей работали 157 человек (85 мужчин и 72 женщины), безработных было 10 (8 мужчин и 2 женщины). Среди 54 неактивных 9 человек были учениками или студентами, 33 — пенсионерами, 12 были неактивными по другим причинам.

## Достопримечательности
- Церковь Сарагосских мучеников (XVII век)[4]
- Усадьба XV века. Исторический памятник с 1973 года[5]